# Índex d'impacte
L'índex d'impacte (anglès: impact factor) és una mesura de la importància d'una publicació científica. És un indicador creat per Eugene Garfield de l'Institut per a la Informació Científica (ISI o Institute for Scientific Information) per a aquelles publicacions a les quals es fa aquest seguiment. Els resultats són publicats en un informe anual anomenat Journal Citation Reports.
El factor d'impacte es fa servir com a mesura de la qualitat de les revistes científiques, i per extensió de la qualitat dels articles dels investigadors que hi publiquen. Per a l'avaluació de la recerca dels investigadors, hi ha altres índexs com el nombre de cites o l'índex H. L'ús de l'índex d'impacte és controvertit, tant per com se seleccionen les revistes com per la manera de calcular-lo.

## Càlcul
L'índex d'impacte es calcula generalment en un període de dos anys com el quocient de les cites rebudes i els articles publicats. Per exemple, el factor d'impacte de l'any 2003 per a una determinada publicació es calcula de la següent manera:
- A = nombre de vegades en què els articles publicats en el període 2001-2002 han estat citats per les publicacions a què se'ls dona seguiment al llarg de l'any 2003.
- B = nombre d'articles publicats en el període 2001-2002.

El factor d'impacte de l'any 2003 = A/B
Existeixen alguns matisos. L'Institut d'Informació Científica exclou cert tipus d'articles del denominador; per exemple, articles de notícies, correspondència, fe d'errates. També, per a les publicacions noves, l'institut calcula de vegades un factor d'impacte amb només dos anys d'informació.

## Pros i contres
A vegades és útil poder comparar diferents publicacions i grups d'investigació. Per exemple, un patrocinador d'un grup científic desitjarà comparar els resultats per determinar la productivitat de les seves inversions. Això requereix una mesura objectiva de la importància de diferents publicacions, i el factor d'impacte és una d'elles. Conseqüentment existeix una demanda per mesures com aquesta.
Les propietats favorables del factor d'impacte inclouen:
- Cobertura internacional àmplia amb més de 8400 publicacions de 60 països.
- Els resultats són publicats i disponibles gratuïtament.
- És fàcil d'usar i entendre.

El factor d'impacte tanmateix no és infal·lible. Per exemple, és qüestionable si el nombre de cites mesura la qualitat o la quantitat de publicacions. A més, en una revista que requereix un llarg temps per publicar un article, pot ser impossible que citi articles prou actuals, i que siguin realment dels 3 anys que s'avaluen. De fet, per a algunes publicacions, el temps entre la recepció i la publicació d'un treball pot ser superior a 2 anys. En aquest cas, la majoria de les cites fetes en l'article no entraran en el còmput.
Els punts dèbils més comuns són, per tant:
- El nombre de les cites no mesura realment la qualitat de la publicació, però si la quantitat de publicacions.
- El període de càlcul base per a les cites és molt curt. Els articles clàssics són sovint citats després de dècades.
- La naturalesa dels resultats en diferents àrees d'investigació produeix diferent quantitat de publicacions i a diferent ritme, la qual cosa té un efecte en el factor d'impacte. Generalment, per exemple, les publicacions mèdiques tenen un factor d'impacte més alt que les publicacions matemàtiques.